# Делавер (округ, Оклахома)
Шаблон:StateAbbr_ 36°25′ пн. ш. 94°48′ зх. д. / 36.41° пн. ш. 94.8° зх. д.
Округ  Делавер (англ. Delaware County) — округ (графство) у штаті  Оклахома, США. Ідентифікатор округу 40041.

## Історія
Округ утворений 1907 року.

## Демографія
За даними перепису 
2000 року 
загальне населення округу становило 37077 осіб, зокрема міського населення було 6183, а сільського — 30894.
Серед мешканців округу чоловіків було 18207, а жінок — 18870. В окрузі було 14838 домогосподарств, 10767 родин, які мешкали в 22290 будинках.
Середній розмір родини становив 2,89.
Віковий розподіл населення поданий у таблиці:
| Стать    | До 15 років | 15-21 | 22-29 | 30-39 | 40-49 | 50-65 | 65-85 | Понад 85 |
| -------- | ----------- | ----- | ----- | ----- | ----- | ----- | ----- | -------- |
| Чоловіки | 3793        | 1646  | 1454  | 2261  | 2423  | 3652  | 2796  | 182      |
| Жінки    | 3630        | 1555  | 1524  | 2260  | 2557  | 3821  | 3052  | 471      |

## Суміжні округи
- Оттава — північ
- Макдональд, Міссурі — північний схід
- Бентон, Арканзас — схід
- Адер — південь
- Черокі — південь
- Мейз — захід
- Крейг — північний захід

## Виноски
1. ↑  U.S. Decennial Census. United States Census Bureau. Архів оригіналу за 26 квітня 2015. Процитовано 19 лютого 2015.
2. ↑  Historical Census Browser. University of Virginia Library. Архів оригіналу за 11 серпня 2012. Процитовано 19 лютого 2015.
3. ↑  Forstall, Richard L., ред. (27 березня 1995). Population of Counties by Decennial Census: 1900 to 1990. United States Census Bureau. Архів оригіналу за 19 лютого 2015. Процитовано 19 лютого 2015.
4. ↑  Census 2000 PHC-T-4. Ranking Tables for Counties: 1990 and 2000 (PDF). United States Census Bureau. 2 квітня 2001. Архів оригіналу (PDF) за 18 грудня 2014. Процитовано 19 лютого 2015.
5. ↑  State & County QuickFacts. United States Census Bureau. Архів оригіналу за 6 червня 2011. Процитовано 9 листопада 2013.(англ.) Наведено за англійською вікіпедією.
6. ↑  American FactFinder. Бюро перепису населення США. Архів оригіналу за 21 травня 2008. Процитовано 31 січня 2008.

| США | Це незавершена стаття з географії США. Ви можете допомогти проєкту, виправивши або дописавши її. |